# Dom Andreja Žvana-Borisa na Poreznu
Dom Andreja Žvana-Borisa (1590 m) je planinska postojanka malo pod vrhom Porezna (1622 m); leži na severni strani gore. Domuje v nekdanji italijanski vojašnici, upravlja pa jo Planinsko društvo Cerkno in je oskrbovana v poletnih mesecih.
Trenutno dom lahko gosti 40 obiskovalcev znotraj in 50 obiskovalcev zunaj doma. V domu lahko prespi v šestih sobah 20 obiskovalcev in na skupnem ležišču pa še 24. Od leta 1998 je dom opremljen tudi s fotovoltaičnim sistemom za oskrbo koče z električno energije.

## Dostopi
- iz Cerknega čez Poče (3.30 h)
- iz Podbrda (3.30 - 4 h)